# Pteroptrix nigra
Pteroptrix nigra är en stekelart som först beskrevs av Girault 1913.  Pteroptrix nigra ingår i släktet Pteroptrix och familjen växtlussteklar. Inga underarter finns listade i Catalogue of Life.